# Carsten Utner
Carsten Utner (* 13. April 1971) ist ein ehemaliger deutscher Eishockeytorwart, der unter anderem für den ECD Sauerland und ASV Hamm in der zweithöchsten deutschen Spielklasse aktiv war.

## Karriere
Carsten Utner spielte im Nachwuchs zunächst beim ECD Iserlohn, bevor er für die Saison 1990/91 zur U20-Mannschaft des Mannheimer ERC wechselte. Im Seniorenbereich debütierte er in der Spielzeit 1991/92 für seinen zwischenzeitlich als ECD Sauerland neu gegründeten Heimatverein. Er gehörte zweieinhalb Jahre zum Torwart-Gespann der Iserlohner in der 2. Bundesliga und wechselte dann während der Saison 1993/94 zum Regionalligisten EHC Salzgitter, für den er 31 Spiele bestritt.
Nach einem Jahr beim ERC Haßfurt, mit dem er Vizemeister der Bayernliga wurde, kam Utner zur Saison 1995/96 zum ASV Hamm in der 1. Liga. Die Mannschaft stieg in die 2. Liga ab, ihr gelang im Folgejahr jedoch der direkte Wiederaufstieg. Nach dem Konkurs des ASV im Frühjahr 1998 stand Utner beim EHC Dortmund im Tor, doch schon ein Jahr später wechselte er zum neu gegründeten ESC Hamm, bei dem er nochmals vier Jahre lang zwischen den Pfosten stand. Im Jahr 2003 beendete er seine Karriere.
Bis 2013 war Utner als Linienrichter im Landeseissportverband Nordrhein-Westfalen aktiv und wurde unter anderem in der Oberliga und der Deutschen Nachwuchsliga (DNL) eingesetzt.

## Erfolge und Auszeichnungen
- 1995 Aufstieg in die 2. Liga mit dem ERC Haßfurt
- 1997 Aufstieg in die 1. Liga mit dem ASV Hamm